# Dyjsko-moravská niva
Dyjsko-moravská niva je geomorfologický podcelek Dolnomoravského úvalu.

## Vymezení
Podcelek leží na dolním toku řeky Morava, od Skalice po soutok s řekou Dyje nedaleko Sekulí. Je plošně identický se slovenskou částí krajinného celku Dolnomoravský úval, který pokračuje na území Česka. Severní a západní okraj tak vymezuje státní hranice (vedena korytem řeky), jižním a jihovýchodním směrem leží Borská nížina s podcelky Dolnomoravská niva, Záhorské pláňavy, Myjavská niva a Gbelský bor. Východním směrem navazuje Chvojnická pahorkatina a její podcelek Unínská pahorkatina.

## Chráněná území
Jižní část podcelku je součástí CHKO Záhorie, z maloplošných chráněných území zde leží:
- Kátovské jezero - chráněný areál
- Mrtvé rameno Lipa - chráněný areál
- Kátovské rameno - přírodní památka
- Ivanské rameno - přírodní památka[2]

## Turismus
Turisticky atraktivní je zejména severní část v okolí Skalice, kde je také několik značených stezek. Kromě města jsou oblíbeným cílem turistů zejména Baťův kanál a Kostel svaté Markéty Antiochijské. Právě okolí Kopčan bylo součástí velkomoravské aglomerace Mikulčice-Valy.

## Doprava
Území křižuje několik významných cest. V jižní části vede dálnice D2 i železniční trať Bratislava - Břeclav, střední částí silnice I/51 a železniční trať Holíč - Hodonín a v severní části silnice II/426 a železniční trať Kúty - Sudoměřice.